# Comité de transfert
Le comité de transfert est créé en 1948 par des personnalités du premier gouvernement israélien qui ne faisaient pas partie du conseil des ministres. Son but était de superviser l’expulsion des Palestiniens des villes et des villages qu’ils habitaient, et d’empêcher leur retour. Le degré exact de connaissance que le premier ministre (Ben Gourion) et le cabinet avaient des agissements du comité est l’objet d’un débat entre universitaires.

## Premier comité de transfert

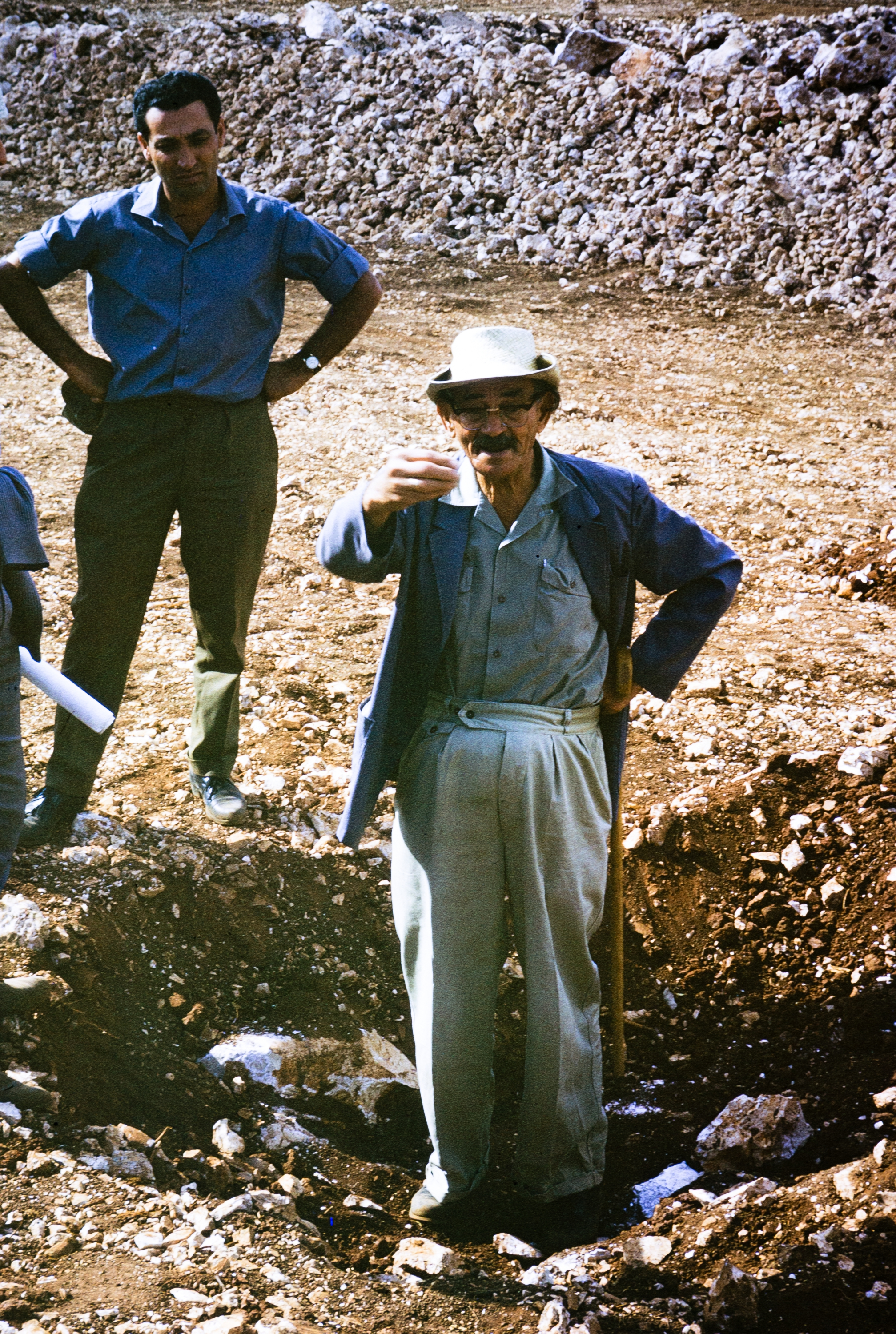
Yossef Weiz à Shtula en 1964.

C’est Yossef Weiz (ou Weitz), directeur du département du Foncier et du Reboisement du Fonds national juif, qui a l’idée de ce comité. Depuis les années 1930, Weitz a joué un rôle majeur dans l’acquisition de terres pour le Yishouv, la communauté juive de Palestine.
Le premier comité, existant de manière non-officielle, est composé de Weiz ; Ezra Danin, chef de la section Arabe du SHA'Y, le service de renseignement de la Haganah ; et Élias ou Éliahou Sasson (en), chef du département Moyen-Orient du ministère des Affaires étrangères. Danin dit à Weiz que pour empêcher le retour des réfugiés ayant quitté la Palestine, ils devaient être placés devant le fait accompli. Il propose donc la destruction des maisons arabes, l’installation d’immigrants juifs dans les zones évacués, et l’expropriation des propriétés arabes.

### Propositions au conseil des ministres
Le 28 mai 1948, Weiz propose à Moshe Sharett, ministre des Affaires étrangères, l’officialisation du comité. Le 30, il rencontre Eliezer Kaplan, ministre des Finances, et reçoit apparemment sa bénédiction. Le comité de Transfert tient sa première réunion ce jour, bien qu’il ne soit pas encore autorisé par Ben Gourion, ni par le conseil des ministres. Néanmoins, il prépare la destruction des villages arabes.
Le 5 juin, Weiz transmet à Ben Gourion une proposition en trois pages de mesures visant à empêcher le retour des Arabes : les aider à s’intégrer dans les pays arabes ; détruire les villages autant que possible durant les opérations militaires ; empêcher les Arabes de cultiver la terre ; installer des Juifs dans les villages et les villes vidées de leurs habitants dans le but d’éviter qu’un vide soit créé ; promulguer une législation visant à empêcher le retour des réfugiés ; faire de la propagande ayant le non-retour pour but.
Morris écrit que Weiz obtient l’accord du premier ministre, bien que selon Morris, il souhaite se concentrer d’abord sur la destruction des villages arabes, et seulement ensuite sur l’aide à la réinstallation dans les autres pays arabes. Le récit de la rencontre par Ben Gourion est différent : il écrit qu’il a autorisé la création d’un comité pour superviser le « nettoyage » (nikui) des villes et des villages arabes et la colonisation par les Juifs, mais qu’il n’a jamais fait référence à la destruction des villages ou à des mesures empêchant le retour des réfugiés. Selon Efraïm Karsh, Ben Gourion a expressément signifié à Weiz son refus du comité de Transfert ; il cite Weiz « [Ben Gourion] souhaite convoquer une réunion restreinte qui crée une commission pour gérer le problème [du nettoyage ou de l’amélioration de la situation des villages arabes]. Il n’approuve pas l’[existence] de notre comité temporaire ».

### Destruction de villages

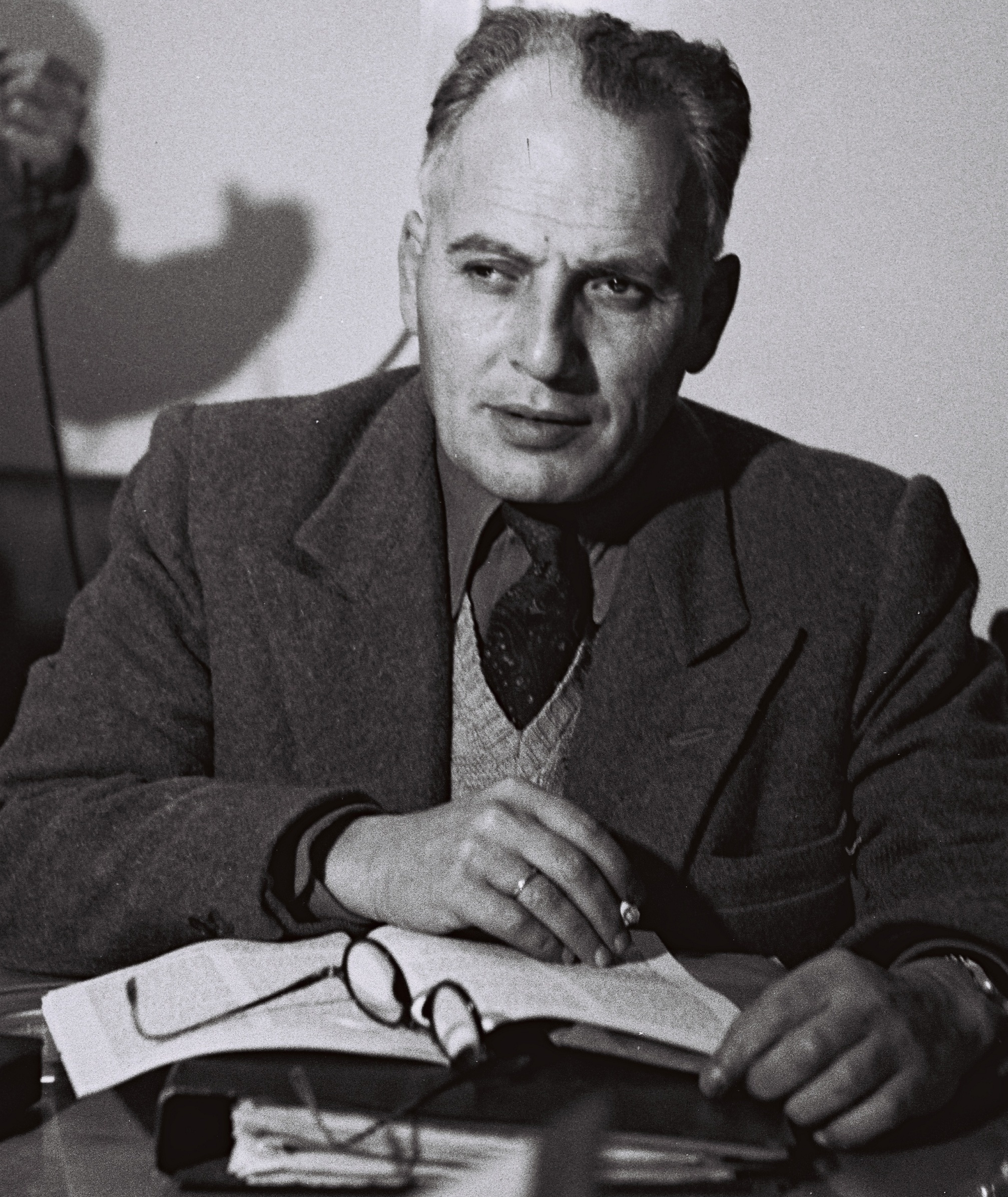
Bechor-Shalom Sheetrit, ministre des Minorités, aide à l’arrêt des activités du comité.

Malgré le statut ambigu du comité, Weiz organise la destruction de plusieurs villages en juin 1948 : al-Maghar, près de Guedera ; Fajja, près de Petah Tikva ; Biyar 'Adas, près de Magdiel ; Bayt Dajan, à l’est de Tel Aviv ; Miska, près de Ramat Hakovesh ; al-Sumayriyya, près d’Acre ; et Buteimat et Sabbarin, près de Haïfa. Morris écrit que les agents de Weiz ont parcouru toute la Palestine pour choisir quels villages devaient être détruits et lesquels devaient être préservés pour la colonisation juive.

### Objections du Mapam
Le parti Mapam et Bechor-Shalom Sheetrit, ministre des Minorités, lancent une contre-campagne pour arrêter la destruction des villages, forçant Weiz à arrêter ses activités, ce qui met fin au premier comité non-officiel de Transfert.